# جاسم الجلابی
جاسم الجلابی (انگلیسی: Jassem Al-Jalabi؛ زادهٔ ۲۱ فوریهٔ ۱۹۹۶) یک بازیکن فوتبال اهل قطر است.

## تیم ملی
وی همچنین در تیم‌های ملی فوتبال زیر ۲۰ سال قطر زیر ۲۳ سال قطر بازی کرده است.